# Alkan (Name)
Alkan ist ein türkischer, überwiegend männlicher Vorname mit der Bedeutung „blutrot“ (von türkisch al „blutfarben, rot, scharlachrot“ und kan „Blut“). Der Name kommt auch – nicht nur im türkischen Sprachraum – als Familienname vor.

## Namensträger

### Familienname
- Banu Alkan (* 1958), türkisch-krotatische Schauspielerin und Sängerin
- Charles Valentin Alkan (1813–1888), französischer Komponist
- Ender Alkan (* 1977), türkischer Fußballspieler
- Erden Alkan (* 1941), türkisch-deutscher Theaterschaffender
- Erol Alkan (DJ) (* 1974), britischer DJ türkisch-zypriotischer Abstammung
- Erol Alkan (Fußballspieler) (* 1994), niederländisch-türkischer Fußballspieler
- Gökhan Alkan (* 1987), türkischer Schauspieler
- Napoléon Alkan (1826–1906), französischer Komponist und Musikpädagoge
- Okan Alkan (* 1992), türkischer Fußballspieler
- Onur Alkan (* 1990), türkischer Fußballspieler
- Siegfried Alkan (1858–1941), deutscher Komponist
- Yakup Alkan (* 1992), türkischer Fußballspieler
- Yüksel Alkan (1935–2000), türkischer Fußballspieler
- Zeynep Alkan (* 1998), türkische Schauspielerin